# Rice Stadium
Das Rice Stadium ist ein College-Football-Stadion auf dem Campus der Rice University in der US-amerikanischen Stadt Houston im Bundesstaat Texas. Früher trug es den Namen Houston Stadium. Es bietet momentan 47.000 Plätze und lässt sich bis auf 70.000 Plätze erweitern.

## Geschichte
Die Sportstätte mit anfänglich 70.000 Plätzen ist seit seiner Fertigstellung im Jahr 1950 das Heimstadion der Rice Owls, der NCAA-College-Football-Mannschaft der Universität. Das erste Spiel am 30. September 1950 gewannen die Eulen gegen die Santa Clara Broncos mit 27:7 Punkten. Von 1965 bis 1967 spielte das AFL-Team Houston Oilers im Rice Stadium.
Ab 2008 sollte das Team Texas in der All American Football League im Rice Stadium spielen. Die Liga nahm allerdings nie den Spielbetrieb auf.
Im Jahr 2014 wurde auf dem Spielfeld des Stadions der Kunstrasen AstroTurf 3D60H Synthetic Turf verlegt.
Nach dem Abriss der nördlichen Endzone 2015 wird dort das Brian Patterson Sports Performance Center errichtet. Der Bau für 31,5 Mio. US-Dollar mit unter anderem Umkleidekabinen, Kraftraum, Büros, Klassenräume, Lounges, sportmedizinische Räume mit Hydrotherapie und Tauchbecken soll bis zum Saisonstart im Herbst 2016 fertiggestellt werden. Der Kraftraum und der sportmedizinische Bereich wird für alle Athleten der Universität nutzbar sein.

## Super Bowl VIII
Am 13. Januar 1974 fand Super Bowl VIII zwischen den Minnesota Vikings und Miami Dolphins in diesem Stadion statt. Das Spiel vor 71.882 Zuschauern endete mit 24:7 für die Miami Dolphins. Es war der erste Super Bowl, der in Houston ausgetragen wurde, erst 30 Jahre später fand mit dem Super Bowl XXXVIII der nächste Super Bowl in Houston statt. Dieser Super Bowl wurde aber im Reliant Stadium gespielt.

## Rede von John F. Kennedy

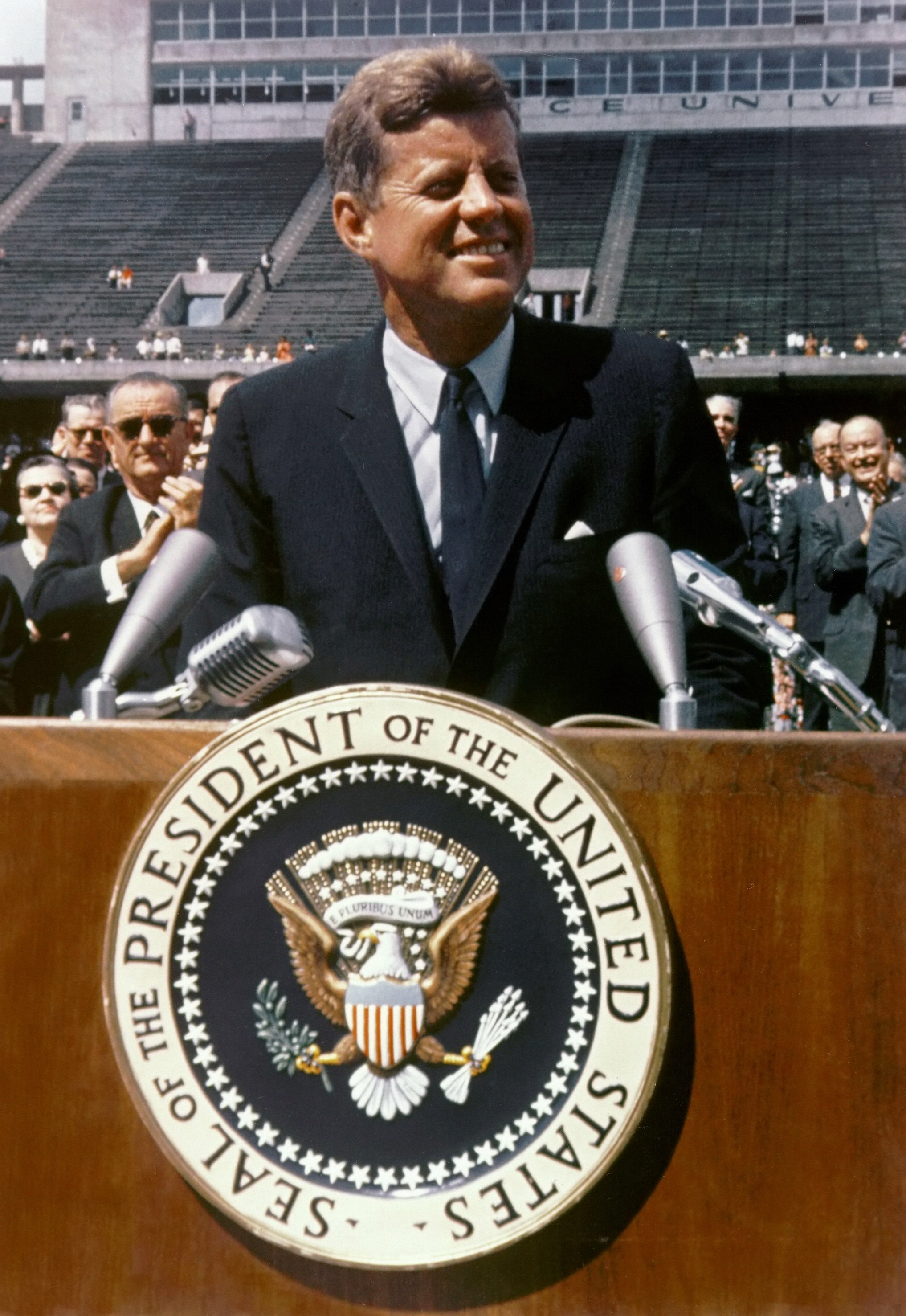
Präsident Kennedys Rede im Rice Stadium über das amerikanische Weltraumprogramm 1962

Am 12. September 1962 gab der amerikanische Präsident John F. Kennedy im Rice Stadium eine Rede, in der er die Amerikaner herausforderte, sich das Ziel zu setzen, bis zum Ende des Jahrzehnts einen Mann auf den Mond zu schicken.
Im vollbesetzten Football-Stadion der Rice University in Houston legte er seine Vision von Amerikas Stellung im Kampf um den Weltraum vor einer jubelnden Menschenmenge dar:

„Warum, fragen viele, der Mond? Warum soll das unser Ziel sein? Und sie können auch fragen, warum steigen sie nicht auf den höchsten Berg? Warum, vor 35 Jahren flogen wir über den Atlantik? Wir haben uns entschlossen, zum Mond zu fliegen. Wir haben uns entschlossen, in diesem Jahrzehnt auf den Mond zu kommen, nicht weil es leicht wäre, sondern gerade weil es schwer ist, weil diese Aufgabe uns helfen wird, unsere besten Energien und Fähigkeiten einzusetzen und zu erproben, weil wir bereit sind, diese Herausforderung anzunehmen und sie nicht widerwillig aufschieben werden und weil wir beabsichtigen, zu gewinnen.“